# Sarah Kaminsky
Pour les articles homonymes, voir Kaminsky.
Sarah Kaminsky est une autrice, scénariste et script doctor française née le 24 mars 1979 à Sidi M'hamed (Algérie).
Elle est notamment connue pour les films Un Ours dans le Jura, La Tresse, Adieu monsieur Haffmann, Gauguin : Voyage de Tahiti, La Ch'tite Famille et Raid dingue.

## Biographie
Sarah Kaminsky nait le 24 mars 1979 à Sidi M’hamed en Algérie. Elle est la fille du résistant Adolfo Kaminsky et la sœur du rappeur Rocé.
Arrivée en France à 3 ans avec ses parents, elle obtient son bac en candidate libre après avoir étudié au lycée autogéré de Paris, puis obtient une double maîtrise en marketing et management international.
Elle est l'autrice du livre Adolfo Kaminsky : Une vie de faussaire aux éditions Calmann-Lévy, qui sort en 2009, à propos des activités de son père, photographe qui créait des faux papiers pour les Juifs pendant la seconde guerre mondiale, puis pour plusieurs mouvements révolutionnaires. C'est un succès avec plus de 17 000 exemplaires vendus et traduit en 15 langues. L'ouvrage sort en poche en 2018, au Livre de poche.
En 2012, Sarah Kaminsky joue son propre rôle dans une pièce de théâtre adaptée de l'ouvrage, intitulée « La Ligne », mise en scène par Jean-Claude Falet.
Elle travaille à partir de 2017 avec Fred Cavayé sur l'adaptation au cinéma de la pièce Adieu monsieur Haffmann récompensée par quatre Molière en 2018. Le film, avec Gilles Lellouche dans le rôle principal, sort début 2022 en salles en France.

## Filmographie

### Scénariste
- 2017 : Gauguin : Voyage de Tahiti
- 2017 : Raid dingue
- 2018 : La Ch'tite Famille
- 2019 : Le Grand Bazar
- 2020 : Adieu monsieur Haffmann
- 2023 : Un petit miracle
- 2023 : La Tresse
- 2024 : Les Chèvres !
- 2025 : Un ours dans le Jura[10]